# 1596 Itzigsohn
Az 1596 Itzigsohn (ideiglenes jelöléssel 1951 EV) a Naprendszer kisbolygóövében található aszteroida. M. Itzigsohn fedezte fel 1951. március 8-án.